# Diocleciano Leão de Brito Cabreira
Diocleciano Leão de Brito Cabreira (Faro, 15 de agosto de 1772 — Londres, 4 de outubro de 1839), 1.º barão de Faro, foi um oficial general do Exército Português que desempenhou importantes funções políticas durante a Guerra Civil Portuguesa.

## Biografia
Nasceu em Faro, filho de José Cabreira de Brito Alvelos Drago Valente, fidalgo da Casa Real, sargento de ordenanças de Faro e feitor e recebedor das alfândegas de Vila Real de Santo António, e de sua esposa Isabel Urdes Barreto. Nascido no seio de uma família ligada à vida militar, assentou praça com dispensa de menoridade, no Regimento de Artilharia do Algarve em 3 de outubro de 1778.
Iniciou a sua carreira militar num regimento integrado no denominada Exército Auxiliar à Coroa de Espanha que foi empenhado na Campanha do Rossilhão. Como alferes participou nos combates travados no Rossilhão e na Catalunha nos anos de 1793 a 1795. Promovido a segundo-tenente em 2 de dezembro de 1800, voltou a ser mobilizado para as operações militares da Guerra das Laranjas, conflito desencadeada pela invasão espanhola de 1801 e que resultou na perda de Olivença.
Prestou serviço nas baterias do sul do Tejo, mas após a ocupação de Portugal pelos exércitos napoleónicos na sequência da primeira invasão francesa (1807-1808), refugiou-se em Inglaterra. Nesse ano casou em Londres. Em 1808, no posto de capitão, integrou a Companhia de Artilharia da Leal Legião Lusitana que desembarcou no Porto em setembro de 1808, regressando por essa via à ação militar contra os franceses como parte do Exército Anglo-Luso. 
Promovido a major em 14 de dezembro de 1808, participou em todas as campanhas da Guerra Peninsular, distinguindo-se nas campanhas de Espanha, em especial na defesa de Ciudad Rodrigo e nas ações de Barba de Porco, Ponte de Alcântara e de Talavera de la Reina. Foi promovido a tenente-coronel em 11 de dezembro de 1812 e a coronel em 26 de setembro de 1818.
Partidário do liberalismo, após a Revolução do Porto de agosto de 1820, como coronel graduado em brigadeiro foi nomeado Governador das Armas do Algarve e comandante do Regimento de Artilharia n.º 2, aquartelado em Faro. Manteve-se nesse cargo entre 1820 e 1821, sendo sucedido pelo seu irmão Sebastião de Brito Cabreira.
Após o pronunciamento antiliberal da Vilafrancada, ocorrido em 27 de maio de 1823, foi obrigado a refugiar-se em Espanha, sendo riscado da lista de oficiais do Exército. Reintegrado pelo governo da regência da infanta Isabel Maria, regressou ao serviço em Portugal, mas com o fim do vintismo e a aclamação de D. Miguel em 1828, exilou-se de novo, desta feita para Inglaterra.
Quando se deu na Terceira a revolta do Batalhão de Caçadores n.º 5, em 22 de junho de 1828, que estabeleceu um governo liberal na cidade de Angra, foram pedidos socorros a Pedro de Sousa Holstein, ao tempo conde de Palmela, que liderava os liberais exilados em Londres. Em resposta, o conde de Palmela enviou de Londres para Angra uma força comandada pelo brigadeiro Deocleciano Cabreira, o qual tomou o comando geral das armas e a presidência do governo estabelecido naquela cidade em nome de D. Maria II.
Inicialmente exercendo as funções de comandante geral da artilharia e da força armada da ilha Terceira e de membro de um governo com carácter provisório e restrito à ilha, após a batalha do Pico do Seleiro este governo transformou-se numa junta provisória, o Governo Provisional, organismo representativo dos interesses de D. Maria II em Portugal, entidade a que Cabreira presidiu entre 5 de outubro de 1828 e 3 de março de 1829.
Esta Junta Provisória de Angra, por ele presidida, organizou a resistência da Terceira a uma possível invasão miguelista, derrotou os miguelistas locais e organizou o primeiro governo liberal em Portugal, proclamando os Açores província, com capital em Angra, e estabelecendo Secretarias de Estado.
O percurso da Junta Provisória de Angra foi muito agitada devido às circunstâncias e aos contínuos desentendimentos dos seus membros, principalmente entre o presidente Cabreira e o coronel Silva Torres, o que levou à demissão daquele, em 3 de Março de 1829, e sua substituição pelo irmão, Sebastião Drago Valente de Brito Cabreira.
Retirou-se então para Inglaterra, magoado por não lhe atribuírem a função de capitão-general dos Açores, para cujo cargo foi escolhido o conde de Vila Flor. Regressou aos Açores e integrou, em 1832, o Exército Libertador, desembarcando no Mindelo e servindo no Cerco do Porto. Durante o cerco do Porto destacou-se nas diligências para prover o abastecimento da cidade.
Ainda durante a Guerra Civil, foi enviado para o Algarve como inspetor das praças-fortes e dos Batalhões Nacionais. Em 11 de agosto de 1833 foi novamente nomeado Governador das Armas do Algarve.
Foi promovido a tenente-general em 1836 e nomeado comandante-geral de artilharia em 19 de novembro de 1836. Em 30 de julho de 1837 foi nomeado comandante da Força Armada de Lisboa e da sua linha de defesa.
Foi eleito deputado para a legislatura constituinte de 1837-1838 pela Província do Algarve. Nas Cortes fez parte das comissões parlamentares da Guerra e da Marinha.
Por decreto de 15 de dezembro de 1833, recebeu a mercê de conselheiro e barão de Faro. Foi condecorado com a medalha da Ordem de São Bento de Aviz, e com as medalhas de campanha de Rossilhão, Catalunha e Peninsular.
A família Cabreira é origem de um conjunto de militares notáveis. Diocleciano Cabreira foi irmão do também oficial general Sebastião Drago Valente de Brito Cabreira e tio dos generais Frederico Leão Cabreira e Sebastião Francisco Green Cabreira, 1.º barão de Nossa Senhora da Vitória da Batalha.